# 第29回ゴッサム・インディペンデント映画賞
第29回ゴッサム・インディペンデント映画賞は2019年の映画を対象とする映画賞で、2019年10月24日にノミネーションが発表され、受賞者は同年12月2日に発表された。

## 受賞・ノミネート一覧
※受賞は太字。

### 作品賞
- 『フェアウェル』
- 『アンカット・ダイヤモンド』
- 『マリッジ・ストーリー』
- 『ハスラーズ』
- 『WAVES/ウェイブス』

### 男優賞
- ウィレム・デフォー - 『ライトハウス』
- アンドレ・ホランド - 『ハイ・フライング・バード -目指せバスケの頂点-』
- アダム・ドライバー - 『マリッジ・ストーリー』
- オルディス・ホッジ - 『クレメンシー』
- アダム・サンドラー - 『アンカット・ダイヤモンド』

### 女優賞
- フローレンス・ピュー - 『ミッドサマー』
- オークワフィナ - 『フェアウェル』
- アルフレ・ウッダード - 『クレメンシー』
- エリザベス・モス - 『ハースメル』
- メアリー・ケイ・プレイス - 『Diane』

### 脚本賞
- アリ・アスター - 『ミッドサマー』
- ジョー・タルボット、ジミー・フェイルズ、ロブ・リチャート - 『ラストブラックマン・イン・サンフランシスコ』
- ルル・ワン - 『フェアウェル』
- ノア・バームバック - 『マリッジ・ストーリー』
- タレル・アルヴィン・マクレイニー - 『ハイ・フライング・バード -目指せバスケの頂点-』

### 観客賞
- 『マリッジ・ストーリー』（ノア・バームバック監督）

### ブレイクスルー監督賞
- ロール・ドゥ・クレルモン＝トネール - 『ムスタング』
- ケント・ジョーンズ - 『Diane』
- オリヴィア・ワイルド - 『ブックスマート 卒業前夜のパーティーデビュー』
- ジョー・タルボット - 『ラストブラックマン・イン・サンフランシスコ』
- フィリップ・ユーマンス - 『Burning Cane』

### ブレイクスルー演技賞
- ジュリア・フォックス - 『アンカット・ダイヤモンド』
- アシュリン・フランシオーシ - 『ナイチンゲール』
- クリス・ガラスト - 『Give Me Liberty』
- ノア・ジュープ - 『ハニーボーイ』
- ジョナサン・メジャース - 『ラストブラックマン・イン・サンフランシスコ』
- テイラー・ラッセル - 『WAVES/ウェイブス』

### ドキュメンタリー映画賞
- 『アメリカン・ファクトリー』
- 『アポロ11 完全版』
- 『ブラジル -消えゆく民主主義-』
- 『ミッドナイト・トラベラー』
- 『一人っ子の国』

### ブレイクスルーシリーズ (長編)
- 『ボクらを見る目』
- 『My Brilliant Friend』
- 『チェルノブイリ』
- 『David Makes Man』
- 『アンビリーバブル たった1つの真実』

### ブレイクスルーシリーズ (短編)
- 『PEN15』
- 『ラミー 自分探しの旅』
- 『ロシアン・ドール: 謎のタイムループ』
- 『トゥカ&バーティー』
- 『アンダン 〜時を超える者〜』

### トリビュート[4][5]
- ローラ・ダーン
- エイヴァ・デュヴァーネイ
- グレン・バスナー
- サム・ロックウェル